# Nógrádmarcal
Nógrádmarcal es un pueblo ubicado en el condado de Nógrád, Hungría.

## Superficie
Posee una superficie de 19,93 kilómetros cuadrados.

## Demografía
Hasta 2021 la población era de 481 habitantes, con una densidad de población de 24,13 habitantes por kilómetro cuadrado.